# Rockall

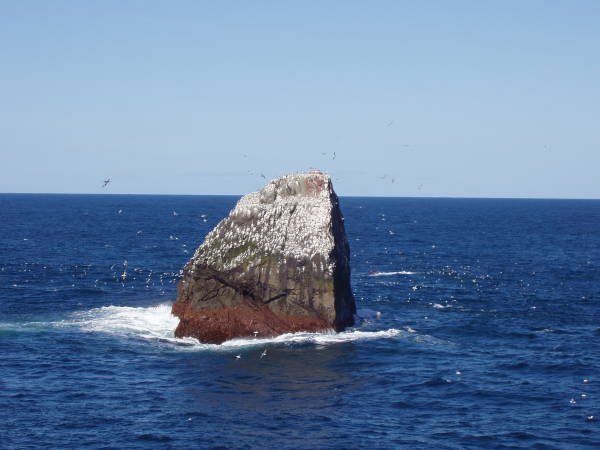
Rockall

Rockall (phát âm: /ˈrɒkɔːl/, tiếng Ireland: Rocal, tiếng Gael Scotland: Rocabarraigh) là một hòn đảo đá rất nhỏ, với khoảng không gian rộng chừng 570 m², không có người ở, xa xôi với đại lục châu Âu, ở Bắc Đại Tây Dương. Đảo cung cấp cho tên gọi của mình cho một trong các vùng biển có tên trong dự báo vận chuyển được cung cấp bởi Cục phòng Khí tượng Anh. Đảo đá này được 4 quốc gia gồm có: Anh, Ireland, Iceland và Đan Mạch tuyên bố chủ quyền.

## Tên gọi
Tên gọi Rockall bắt nguồn từ tên gọi dân gian của Ireland từ thời trung cổ. Truyền thuyết nói về một hòn đá kì bí có tên "Rocabarra" sẽ xuất hiện trước ngày tận thế. Tảng đá này từng được Scot Martin Martin nói đến vào năm 1703, và liên hệ tới sự tồn tại của truyền thuyết của "Rocabarra." 

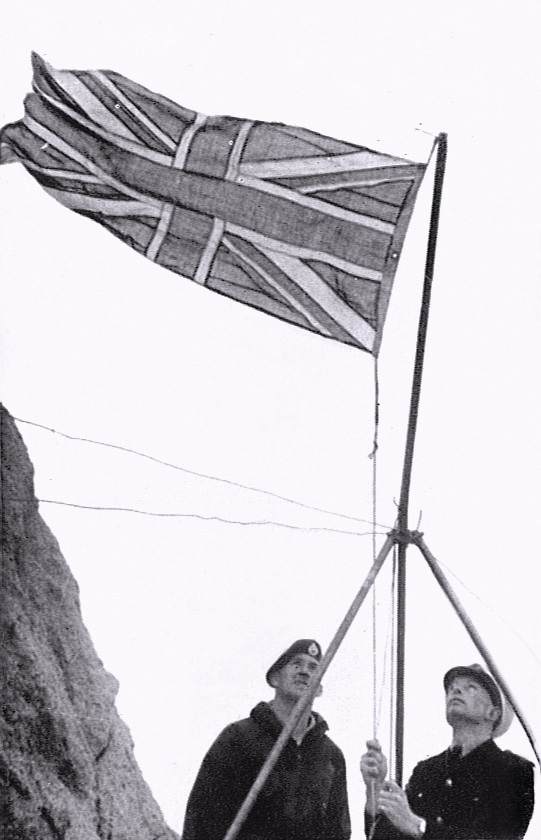
Anh cắm cờ trên đảo Rockall

## Lịch sử
Lịch sử hòn đảo nhỏ được đề cập trong dân gian Ireland, và kể từ cuối thế kỷ thứ 16, nó đã được ghi nhận trong hồ sơ bằng văn bản, mặc dù nó có khả năng rằng một số đội đánh cá Đại Tây Dương phía bắc biết đá trước khi các tài liệu lịch sử đã được thực hiện. Trong thế kỷ 20 vị trí của các đảo đã trở thành một mối quan tâm lớn do các quyền khai thác dầu và đánh bắt cá, thúc đẩy tiếp tục cuộc tranh luận giữa một số nước châu Âu.
Chưa có ai nghĩ đến việc hợp thức hóa chủ quyền đối với tảng đá mang lại bất hạnh này. Nhưng khó ai có thể đòi chủ quyền với các vùng biển, đặc biệt, Anh cho rằng Rockall nằm không xa vùng biển của mình. Nhưng Anh không làm như vậy mãi cho tới năm 1955, khi họ cắm lá cờ lên tảng đá và lắp đèn hiệu cho cho tàu thuyền.
Tuy nhiên, sau khi đèn hiệu bị vỡ, không ai dám kéo lá cờ xuống. Anh gần như không ngó ngàng gì với việc tuyên bố quyền của họ đối với Rockall thông qua Liên Hợp Quốc. Thay vào đó, họ củng cố chủ quyền theo một cách rất "kỳ lạ". Năm 1975, hai tàu biển đã tới đây chụp ảnh trong vài giờ. 10 năm sau đó, một người lính nghỉ hưu đã sống trong một hộp gỗ tại Rockall trong 6 tuần.
Những người đầu tiên "xâm phạm chủ quyền" của Anh đối với tảng đá này là các nhà hoạt động của tổ chức "Hòa bình xanh". Ba người đã lưu lại đây trong 42 ngày để phản đối việc Anh khai thác dầu trong khu vực này. Họ tuyên bố tảng đá này là "một nhà nước toàn cầu", có tên "Đất sóng" (tức Waveland). Bất kỳ ai nếu cam kết trung thành  có thể trở thành người dân của "nước này".
Rockall đã có thể chính thức thuộc về chủ quyền của Anh, hoặc không ai cả nếu như các nhà khoa học không tiến hành nghiên cứu để xem khu vực này có dầu không. Và dầu đã được tìm ra, theo các chuyên gia của Anh, trữ lượng dầu tại đây có thể đổ vào túi tiền của nước Anh 100 tỉ Bảng Anh. Dường như ở đó còn có cả khí đốt. Vậy là, các quốc gia khác cũng vào cuộc.
Ireland, Iceland và Đan Mạch đã thách thức quyền khai thác các tài nguyên thiên nhiên và đánh bắt cá với Anh tại khu vực gần Rockall. Ireland và Iceland đã đưa ra tuyên bố tương ứng trong ủy ban liên quan của Liên Hợp Quốc. Anh cũng theo kiện. Đan Mạch cũng nhập cuộc. Dự kiến các văn bản hợp thức hóa vào năm 2014.

## Lý luận của các bên tranh chấp
Mỗi bên lại đưa ra lý lẽ của riêng mình. Anh tuyên bố rằng vùng đất gần với Rockall nhất chính là Hirta nằm ở phía tây bắc duyên hải Scotland. Nơi đó cách Rockall 300 km, trong khi Ireland, Iceland và các đảo Faroe thuộc về Đan Mạch lại nằm cách xa hơn một chút. Người Anh tin rằng tảng đá này là một hòn đảo, do đó các vùng nước quanh đó chính là khu vực đặc quyền kinh tế của Anh.
Ireland lại cố chứng minh rằng Rockall chỉ là một tảng đá, theo luật quốc tế, các vùng nước quanh đó sẽ không có chủ quyền. Điều này đồng nghĩa là các mỏ dầu sẽ phải chia sẻ dựa trên khoảng cách từ các mỏ tới mỗi quốc gia. Ireland cho rằng tảng đá này gần họ nhất.
Trong cuộc tranh chấp này, người yếu thế nhất là Đan Mạch. Phần lớn đất nước nằm cách rất xa, cái cớ duy nhất họ có thể bám lấy Rockall chính là thông qua quần đảo Faroe nằm ở phía bắc của tảng đá. Họ lập luận rằng có một tiểu lục địa "Đảo Faroe – thềm lục địa Rockall" dưới mặt nước. Nếu vậy, Đan Mạch không chỉ có thể tuyên bố chủ quyền gần đảo Faroe, mà còn cả khu vực gần Rockall.
Iceland lại có ít hứng thú nhất với việc làm chủ tảng đá. Họ chỉ tranh đấu cho phác họa của một mỏ dầu dưới mặt nước gần đó, do vậy họ có thể đòi một phần. Iceland bắt đầu chuẩn bị cho việc trình hồ sơ lên Liên Hợp Quốc vào năm 2001. Iceland là nước đầu tiên khởi động đàm phán về vấn đề gây tranh cãi này, và do đó có thể Liên Hợp Quốc sẽ đánh giá cao thiện chí này.
Các cuộc đàm phán đã tiến hành được 5 năm, nhưng chưa đạt được thỏa thuận nào. Đan Mạch, Iceland và Ireland thảo luận với nhau về việc này mà không có sự tham gia của Anh. Tình huống này cũng khó gây nên chiến tranh. Tuy nhiên, không ai trong số này muốn chia sẻ dầu và hải sản. Rockall có khả năng sẽ trở thành một tâm điểm tranh cãi quốc tế nữa, nhưng khó có thể dàn xếp được mà không có sự tham gia của Liên Hợp Quốc.

## Hiện trạng
Rockall được sáp nhập vào Vương quốc Anh năm 1972 và trở thành một phần của Đảo Harris thuộc Scotland, vùng này vẫn đang chịu tranh chấp giữa Ireland, Iceland và Đan Mạch. Vì cả Vương quốc Anh (1997) và Ireland (1996) đã phê chuẩn Công ước Liên Hợp Quốc về Luật biển, hiệp ước này không coi Rockall là đất thuộc quyền quản lý của một quốc gia nào dù cả Anh và Ireland đều cho rằng nó thuộc lãnh thổ của mình.

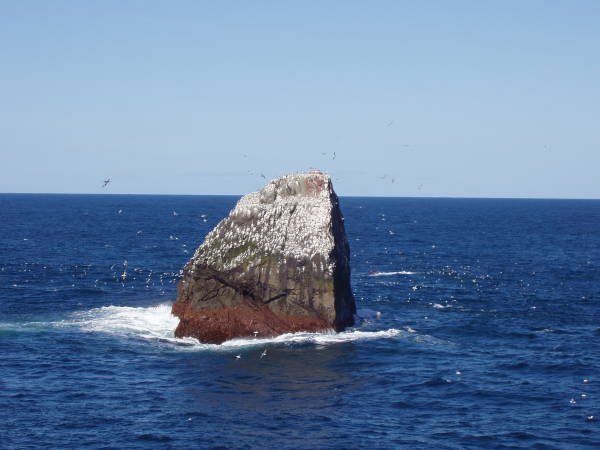
Đảo Rockall được chụp từ năm 2005

## Địa lý
Rockall là phần nhô lên mặt nước của một ngọn núi lửa xưa kia. Khu vực này không có nước sạch, do đó không ai có thể sống được ở đây. Các cư dân duy nhất của hòn đảo này là chim uria, chim cốc phương bắc và các loại chim khác đậu trên Rockall trong suốt những chặng bay dài. Một số loài chim khác thậm chí còn xây tổ trên vách đá. Ở vùng nước bao quanh có đầy cá và các loại động vật có vỏ khác. Quyền đánh bắt hải sản cũng là một lý do khác để giành giật khu vực này.

## Tai nạn biển
Hàng trăm năm qua, xung quanh Rockall có đầy rẫy các vụ tai nạn bí hiểm. Năm 1686 một tàu đánh cá đã bị mắc cạn gần đó. Năm 1812, tàu nghiên cứu "Leonidas" bị chìm cách đó không xa, và 12 năm sau là "Helen of Dundee" chung số phận. Năm 1904, tàu Na Uy cũng bị đâm trên đường tới New York. 635 người chết và 150 người đã thoát nạn.